# Filmfare Award за лучший режиссёрский дебют
Filmfare Award за лучший режиссёрский дебют (англ. Filmfare Award for Best Debut Director) — ежегодная награда Filmfare Award с 2010 года.

## Победители и номинанты

### 2010-е
- 2010 
  - Аян Мукхерджи —  Сид, проснись 
  - Зоя Ахтар —  Шанс на удачу

- 2011 Маниш Шарма —  Свадебная церемония

- 2012 Абинай Део —  Однажды в Дели

- 2013 Гаури Шинде —  Инглиш-винглиш

- 2014 Ритеш Батра —  Ланчбокс

- 2015 Абхишек Варман —  2 штата

- 2016 Нирадж Гхайван —  Улетай один

- 2017 Ашвини Айер Тивари —  Новая одноклассница

- 2018 Конкона Сен Шарма —  Самоубийца

- 2020
  - Aditya Dhar - Uri: The Surgical Strike